# Гриша-Єль
Гри́ша-Єль (рос. Гриша-Ель) — річка в Республіці Комі, Росія, права притока річки Ілич, правої притоки річки Печора. Протікає територією Троїцько-Печорського району.
Річка починається на південно-західних схилах гори Ошка-Чук (висота 492 м), протікає на північ та північний схід.